# ムルデカ・スタジアム
ムルデカ・スタジアムは、マレーシアの首都、クアラルンプールにあるスタジアム。
マレー語で独立を表すムルデカの名の通り、マレーシアが独立を果たした1957年8月31日に設立された。
収容人数は40,000人。主にサッカーの試合に用いられる。現在はブキット・ジャリル国立競技場で行われることが多いものの、過去にはサッカーマレーシア代表のホームスタジアムとなっていた。
その他、東南アジア競技大会やサッカーの国際トーナメント大会であるムルデカ大会が開催された。

## 周辺
- スリ・マハ・マリアマン寺院（英語版） - 1873年創建[4]。